# Modestas Kumpys
Modestas Kumpys (Klaipėda, 2 luglio 1991) è un cestista lituano.

## Palmarès
- Lega Baltica: 2

Šiauliai: 2013-14, 2014-15